# فرودگاه نیروی هوایی سلطنتی استرالیا در شرگر
فرودگاه نیروی هوایی سلطنتی استرالیا در شرگر (به انگلیسی: RAAF Scherger) یک فرودگاه نظامی است که یک باند فرود آسفالت دارد و طول باند آن ۳۰۴۹ متر است. این فرودگاه در کشور استرالیا قرار دارد و در ارتفاع ۴۷٫۵ متری از سطح دریا واقع شده است.